# Pantà de Sant Antoni
Pantà de Sant Antoni är en reservoar i Spanien.   Den ligger i provinsen Província de Lleida och regionen Katalonien, i den nordöstra delen av landet, 400 km nordost om huvudstaden Madrid. Pantà de Sant Antoni ligger 487 meter över havet. Arean är 4,9 kvadratkilometer. 
Den sträcker sig 5,4 kilometer i nord-sydlig riktning, och 4,7 kilometer i öst-västlig riktning.
Följande samhällen ligger vid Pantà de Sant Antoni:
- Talarn (333 invånare)